# Record svedesi del nuoto
I record svedesi del nuoto sono i tempi più veloci mai nuotati in una competizione da un nuotatore rappresentante la Svezia.
(Dati aggiornati al 25 settembre 2023)

## Vasca lunga (50m)

### Uomini
| Gara                     | Tempo    | +  | Atleta                                                                                             | Data              | Evento               | Luogo                   | Ref    |
| ------------------------ | -------- | -- | -------------------------------------------------------------------------------------------------- | ----------------- | -------------------- | ----------------------- | ------ |
| Stile libero             |          |    | |                   |                      |                         |        |
| 50 m                     | 21"45    | sf | Stefan Nystrand                                                                                    | 31 luglio 2009    | Campionati mondiali  | Roma, Italia            | [ 1 ]  |
| 100 m                    | 47"37    |    | Stefan Nystrand                                                                                    | 30 luglio 2009    | Campionati mondiali  | Roma, Italia            | [ 2 ]  |
| 200 m                    | 1'46"50  | sf | Robin Hanson                                                                                       | 20 maggio 2021    | Campionati europei   | Budapest, Ungheria      |        |
| 400 m                    | 3'45"87  |    | Victor Johansson                                                                                   | 11 febbraio 2024  | Campionati mondiali  | Doha, Qatar             | [ 3 ]  |
| 800 m                    | 7'47"04  | b  | Victor Johansson                                                                                   | 13 febbraio 2024  | Campionati mondiali  | Doha, Qatar             | [ 4 ]  |
| 1500 m                   | 14'58"59 |    | Victor Johansson                                                                                   | 2 luglio 2022     | Campionati nazionali | Linköping, Svezia       |        |
| Dorso                    |          |    | |                   |                      |                         |        |
| 50 m                     | 24"79    | b  | Björn Seeliger                                                                                     | 14 agosto 2022    | Campionati europei   | Roma, Italia            |        |
| 100 m                    | 54"70    |    | Gustav Hökfelt                                                                                     | 25 giugno 2021    | Trofeo Sette Colli   | Roma, Italia            |        |
| 200 m                    | 1'59"29  |    | Mattias Carlsson                                                                                   | 10 aprile 2014    | Swim Cup             | Eindhoven, Paesi Bassi  | [ 5 ]  |
| Rana                     |          |    | |                   |                      |                         |        |
| 50 m                     | 27"02    |    | Johannes Skagius                                                                                   | 25 luglio 2017    | Campionati mondiali  | Budapest, Ungheria      | [ 6 ]  |
| 100 m                    | 1'00"08  | b  | Erik Persson                                                                                       | 23 luglio 2017    | Campionati mondiali  | Budapest, Ungheria      | [ 7 ]  |
| 200 m                    | 2'07"66  |    | Erik Persson                                                                                       | 20 maggio 2021    | Campionati europei   | Budapest, Ungheria      |        |
| Farfalla                 |          |    | |                   |                      |                         |        |
| 50 m                     | 23"55    |    | Oskar Hoff                                                                                         | 9 aprile 2022     | Swim Open Stockholm  | Stoccolma, Svezia       |        |
| 100 m                    | 52"00    |    | Lars Frölander                                                                                     | 22 settembre 2000 | Giochi olimpici      | Sydney, Australia       | [ 8 ]  |
| 200 m                    | 1'56"46  | b  | Simon Sjödin                                                                                       | 8 agosto 2016     | Giochi olimpici      | Rio de Janeiro, Brasile | [ 9 ]  |
| Misti                    |          |    | |                   |                      |                         |        |
| 200 m                    | 1'58"02  | b  | Simon Sjödin                                                                                       | 31 luglio 2013    | Campionati mondiali  | Barcellona, Spagna      | [ 10 ] |
| 400 m                    | 4'17"32  |    | Adam Paulsson                                                                                      | 10 luglio 2019    | Universiade          | Napoli, Italia          |        |
| Staffette a stile libero |          |    | |                   |                      |                         |        |
| 4x100 m                  | 3'11"92  |    | Petter Stymne (49"17) Lars Frölander (48"02) Stefan Nystrand (47"25) Jonas Persson (47"48)         | 11 agosto 2008    | Giochi olimpici      | Pechino, Cina           |        |
| 4x200 m                  | 7'14"03  |    | Victor Johansson (1'48"68) Robin Hanson (1'48"56) Gustaf Dahlman (1'47"84) Adam Paulsson (1'48"95) | 5 agosto 2018     | Campionati europei   | Glasgow, Regno Unito    |        |
| Staffetta mista          |          |    | |                   |                      |                         |        |
| 4x100 m                  | 3'35"83  | b  | Simon Sjödin (55"27) Jonas Andersson (1'01"22) Lars Frölander (51"13) Jonas Persson (48"21)        | 15 agosto 2008    | Giochi olimpici      | Pechino, Cina           |        |

Legenda:  - Record del mondo;  - Record europeo;

Record non ottenuti in finale: (b) - batteria; (sf) - semifinale; (s) - staffetta prima frazione.

### Donne
| Gara                     | Tempo    | +               | Atleta                                                                                                 | Data                          | Evento              | Luogo                   | Ref           |
| ------------------------ | -------- | --------------- | --- | ----------------------------- | ------------------- | ----------------------- | ------------- |
| Stile libero             |          |                 | |                               |                     |                         |               |
| 50 m                     | 23"61    | sf              | Sarah Sjöström                                                                                         | 29 luglio 2023                | Campionati mondiali | Fukuoka, Giappone       |               |
| 100 m                    | 51"71    | s               | Sarah Sjöström                                                                                         | 23 luglio 2017                | Campionati mondiali | Budapest, Ungheria      | [ 11 ]        |
| 200 m                    | 1'54"08  |                 | Sarah Sjöström                                                                                         | 9 agosto 2016                 | Giochi olimpici     | Rio de Janeiro, Brasile | [ 12 ]        |
| 400 m                    | 4'06"04  |                 | Sarah Sjöström                                                                                         | 13 marzo 2014                 | Golden Tour         | Amiens, Francia         | [ 13 ]        |
| 800 m                    | 8'39"06  | b               | Gabriella Fagundez                                                                                     | 14 agosto 2008                | Giochi olimpici     | Pechino, Cina           |               |
| 1500 m                   | 16'39"98 |                 | Gabriella Fagundez                                                                                     | 26 luglio 2007                | Campionati svedesi  | Halmstad, Svezia        |               |
| Dorso                    |          |                 | |                               |                     |                         |               |
| 50 m                     | 27"80    |                 | Sarah Sjöström                                                                                         | 30 giugno 2017                | Campionati svedesi  | Borås, Svezia           | [ 14 ]        |
| 100 m                    | 59"62    |                 | Michelle Coleman                                                                                       | 26 giugno 2021                | Trofeo Sette Colli  | Roma, Italia            |               |
| 200 m                    | 2'10"56  |                 | Michelle Coleman                                                                                       | 10 aprile 2014                | Swim Cup            | Eindhoven, Paesi Bassi  | [ 15 ]        |
| Rana                     |          |                 | |                               |                     |                         |               |
| 50 m                     | 30"05    |                 | Jennie Johansson                                                                                       | 9 agosto 2015                 | Campionati mondiali | Kazan', Russia          | [ 16 ]        |
| 100 m                    | 1'05"66  |                 | Sophie Hansson                                                                                         | 25 luglio 2021                | Giochi olimpici     | Tokyo, Giappone         |               |
| 200 m                    | 2'22"24  | sf              | Joline Höstman                                                                                         | 30 luglio 2009                | Campionati mondiali | Roma, Italia            | [ 17 ]        |
| Farfalla                 |          |                 | |                               |                     |                         |               |
| 50 m                     | 24"43    | Record mondiale | Sarah Sjöström                                                                                         | 5 luglio 2014                 | Campionati svedesi  | Borås, Svezia           | [ 18 ]        |
| 100 m                    | 55"48    | Record mondiale | Sarah Sjöström                                                                                         | 7 agosto 2016                 | Giochi olimpici     | Rio de Janeiro, Brasile | [ 19 ]        |
| 200 m                    | 2'07"83  | sf              | Martina Granström                                                                                      | 31 luglio 2012                | Giochi olimpici     | Londra, Regno Unito     | [ 20 ]        |
| Misti                    |          |                 | |                               |                     |                         |               |
| 200 m                    | 2'12"29  | sf              | Stina Gardell                                                                                          | 23 maggio 2012 24 maggio 2012 | Campionati europei  | Debrecen, Ungheria      | [ 21 ] [ 22 ] |
| 400 m                    | 4'38"46  |                 | Stina Gardell                                                                                          | 21 maggio 2012                | Campionati europei  | Debrecen, Ungheria      | [ 23 ]        |
| Staffette a stile libero |          |                 | |                               |                     |                         |               |
| 4x100 m                  | 3'33"79  |                 | Sarah Sjöström (52"53) Michelle Coleman (52"98) Sara Junevik (54"41) Louise Hansson (53"87)            | 27 luglio 2024                | Giochi Olimpici     | Parigi, Francia         | [ 12 ]        |
| 4x200 m                  | 7'50"24  |                 | Sarah Sjöström (1'54"31) Louise Hansson (1'57"72) Michelle Coleman (1'57"36) Ida Marko-Varga (2'00"85) | 6 agosto 2015                 | Campionati mondiali | Kazan', Russia          | [ 24 ]        |
| Staffetta mista          |          |                 | |                               |                     |                         |               |
| 4x100 m                  | 3'54"27  |                 | Michelle Coleman (59"75) Sophie Hansson (1'05"67) Louise Hansson (56"12) Sarah Sjöström (52"73)        | 1 agosto 2021                 | Giochi olimpici     | Tokyo, Giappone         |               |

Legenda:  - Record del mondo;  - Record europeo;

Record non ottenuti in finale: (b) - batteria; (sf) - semifinale; (s) - staffetta prima frazione.

### Mista
| Gara                     | Tempo   | + | Atleta                                                                                       | Data           | Evento              | Luogo             | Ref |
| ------------------------ | ------- | - | -------------------------------------------------------------------------------------------- | -------------- | ------------------- | ----------------- | --- |
| Staffetta a stile libero |         |   |                                                                                              |                |                     |                   |     |
| 4x100 m                  | 3'23"40 |   | Björn Seeliger (48"09) Robin Hanson (48"91) Sarah Sjöström (52"68) Louise Hansson (53"72)    | 15 agosto 2022 | Campionati europei  | Roma, Italia      |     |
| Staffetta mista          |         |   |                                                                                              |                |                     |                   |     |
| 4x100 m                  | 3'45"85 | b | Hanna Rosvall (1'00"37) Erik Persson (1'00"12) Louise Hansson (57"05) Björn Seeliger (48"31) | 26 luglio 2023 | Campionati mondiali | Fukuoka, Giappone |     |

Legenda:  - Record del mondo;  - Record europeo;

Record non ottenuti in finale: (b) - batteria; (sf) - semifinale; (s) - staffetta prima frazione.

## Vasca corta (25m)

### Uomini
| Gara                     | Tempo    | +  | Atleta                                                                                                | Data             | Evento                       | Luogo                  | Ref    |
| ------------------------ | -------- | -- | --- | ---------------- | ---------------------------- | ---------------------- | ------ |
| Stile libero             |          |    | |                  |                              |                        |        |
| 50 m                     | 20"70    |    | Stefan Nystrand                                                                                       | 15 novembre 2009 | Coppa del Mondo              | Berlino, Germania      | [ 25 ] |
| 100 m                    | 45"54    |    | Stefan Nystrand                                                                                       | 10 novembre 2009 | Coppa del Mondo              | Stoccolma, Svezia      | [ 26 ] |
| 200 m                    | 1'43"32  |    | Christoffer Carlsen                                                                                   | 3 novembre 2017  | Campionati svedesi           | Jönköping, Svezia      | [ 27 ] |
| 400 m                    | 3'39"35  |    | Victor Johansson                                                                                      | 13 dicembre 2017 | Campionati europei           | Copenaghen, Danimarca  | [ 28 ] |
| 800 m                    | 7'33"01  |    | Victor Johansson                                                                                      | 5 novembre 2023  | 2023 Finnish Open Grand Prix | Espoo, Finlandia       | [ 29 ] |
| 1500 m                   | 14'34"46 |    | Victor Johansson                                                                                      | 15 dicembre 2017 | Campionati europei           | Copenaghen, Danimarca  | [ 30 ] |
| Dorso                    |          |    | |                  |                              |                        |        |
| 50 m                     | 23”17    |    | Björn Seeliger                                                                                        | 26 novembre 2023 | Campionati svedesi           | Göteborg, Svezia       |        |
| 100 m                    | 51”21    |    | Björn Seeliger                                                                                        | 26 novembre 2023 | Campionati svedesi           | Göteborg, Svezia       |        |
| 200 m                    | 1'54"31  |    | Mattias Carlsson                                                                                      | 8 novembre 2009  | Swedish Swim Games           | Upplands Väsby, Svezia | [ 31 ] |
| Rana                     |          |    | |                  |                              |                        |        |
| 50 m                     | 26"17    | b  | Johannes Skagius                                                                                      | 15 dicembre 2018 | Campionati mondiali          | Hangzhou, Cina         |        |
| 100 m                    | 57"51    | b  | Erik Persson                                                                                          | 3 novembre 2021  | Campionati europei           | Kazan', Russia         |        |
| 200 m                    | 2'02"18  |    | Erik Persson                                                                                          | 6 novembre 2021  | Campionati europei           | Kazan', Russia         |        |
| Farfalla                 |          |    | |                  |                              |                        |        |
| 50 m                     | 22"87    |    | Oskar Hoff                                                                                            | 6 novembre 2021  | Ystad Grand Prix             | Ystad, Svezia          |        |
| 100 m                    | 50"44    |    | Lars Frölander                                                                                        | 17 marzo 2000    | Campionati mondiali          | Atene, Grecia          | [ 32 ] |
| 200 m                    | 1'52"89  |    | Simon Sjödin                                                                                          | 6 dicembre 2015  | Campionati europei           | Netanya, Israele       | [ 33 ] |
| Misti                    |          |    | |                  |                              |                        |        |
| 100 m                    | 52"51    | sf | Simon Sjödin                                                                                          | 15 dicembre 2012 | Campionati mondiali          | Istanbul, Turchia      | [ 34 ] |
| 200 m                    | 1'54"17  |    | Simon Sjödin                                                                                          | 5 novembre 2016  | Campionati svedesi           | Stoccolma, Svezia      | [ 35 ] |
| 400 m                    | 4'05"06  |    | Simon Sjödin                                                                                          | 3 dicembre 2009  | Campionati europei           | Netanya, Israele       | [ 36 ] |
| Staffette a stile libero |          |    | |                  |                              |                        |        |
| 4x50 m                   | 1'24"19  |    | Petter Stymne (21"41) Marcus Piehl (20"97) Per Nylin (21"15) Stefan Nystrand (20"66)                  | 16 dicembre 2007 | Campionati europei           | Debrecen, Ungheria     | [ 37 ] |
| 4x100 m                  | 3'09"53  |    | Petter Stymne (48"41) Stefan Nystrand (45"29) Christoffer Vikström (48"61) Simon Sjödin (47"22)       | 26 novembre 2009 | Campionati svedesi           | Göteborg, Svezia       | [ 38 ] |
| 4x200 m                  | 7'02"35  |    | Gustaf Dahlman (1'46"79) Christoffer Carlsen (1'42"53) Simon Sjödin (1'44"18) Adam Paulsson (1'45"85) | 14 dicembre 2018 | Campionati mondiali          | Hangzhou, Cina         | [ 39 ] |
| Staffette miste          |          |    | |                  |                              |                        |        |
| 4x50 m                   | 1'33"82  |    | Gustav Hökfelt (23"87) Erik Persson (26"43) Oskar Hoff (22"83) Isak Eliasson (20"69)                  | 3 novembre 2021  | Campionati europei           | Kazan', Russia         |        |
| 4x100 m                  | 3'28"03  | b  | Simon Sjödin (51"63) Erik Persson (58"01) Jesper Bjork (51"64) Christoffer Carlsen (46"75)            | 11 dicembre 2016 | Campionati mondiali          | Windsor, Canada        | [ 40 ] |

Legenda:  - Record del mondo;  - Record europeo;

Record non ottenuti in finale: (b) - batteria; (sf) - semifinale; (s) - staffetta prima frazione.

### Donne
| Gara                     | Tempo    | +               | Atleta                                                                                                   | Data             | Evento              | Luogo                          | Ref    |
| ------------------------ | -------- | --------------- | --- | ---------------- | ------------------- | ------------------------------ | ------ |
| Stile libero             |          |                 | |                  |                     |                                |        |
| 50 m                     | 23"00    |                 | Sarah Sjöström                                                                                           | 7 agosto 2017    | Coppa del Mondo     | Berlino, Germania              | [ 41 ] |
| 100 m                    | 50"58    | Record europeo  | Sarah Sjöström                                                                                           | 11 agosto 2017   | Coppa del Mondo     | Eindhoven, Paesi Bassi         | [ 42 ] |
| 200 m                    | 1'50"43  | Record europeo  | Sarah Sjöström                                                                                           | 12 agosto 2017   | Coppa del Mondo     | Eindhoven, Paesi Bassi         | [ 43 ] |
| 400 m                    | 4'02"33  |                 | Sarah Sjöström                                                                                           | 20 novembre 2014 | Campionati svedesi  | Stoccolma, Svezia              | [ 44 ] |
| 800 m                    | 8'19"28  |                 | Gabriella Fagundez                                                                                       | 7 dicembre 2007  | Campionati francesi | Nîmes, Francia                 | [ 45 ] |
| 1500 m                   | 16'14"77 |                 | Åsa Sandlund                                                                                             | 18 marzo 2000    | Campionati NCAA     | Indianapolis, Stati Uniti      |        |
| Dorso                    |          |                 | |                  |                     |                                |        |
| 50 m                     | 25"83    | sf              | Louise Hansson                                                                                           | 19 dicembre 2021 | Campionati mondiali | Abu Dhabi, Emirati Arabi Uniti |        |
| 100 m                    | 55"20    |                 | Louise Hansson                                                                                           | 17 dicembre 2021 | Campionati mondiali | Abu Dhabi, Emirati Arabi Uniti |        |
| 200 m                    | 2'03"26  |                 | Michelle Coleman                                                                                         | 22 novembre 2014 | Campionati svedesi  | Stoccolma, Svezia              | [ 46 ] |
| Rana                     |          |                 | |                  |                     |                                |        |
| 50 m                     | 29"55    |                 | Sophie Hansson                                                                                           | 17 dicembre 2021 | Campionati mondiali | Abu Dhabi, Emirati Arabi Uniti |        |
| 100 m                    | 1'03"50  |                 | Sophie Hansson                                                                                           | 20 dicembre 2021 | Campionati mondiali | Abu Dhabi, Emirati Arabi Uniti |        |
| 200 m                    | 2'18"13  |                 | Sophie Hansson                                                                                           | 21 dicembre 2021 | Campionati mondiali | Abu Dhabi, Emirati Arabi Uniti |        |
| Farfalla                 |          |                 | |                  |                     |                                |        |
| 50 m                     | 24"38    | Record mondiale | Therese Alshammar                                                                                        | 21 novembre 2009 | Coppa del Mondo     | Singapore                      | [ 47 ] |
| 100 m                    | 54"61    | Record mondiale | Sarah Sjöström                                                                                           | 7 dicembre 2014  | Campionati mondiali | Doha, Qatar                    | [ 48 ] |
| 200 m                    | 2'03"82  |                 | Petra Granlund                                                                                           | 10 dicembre 2009 | Campionati europei  | Istanbul, Turchia              | [ 49 ] |
| Misti                    |          |                 | |                  |                     |                                |        |
| 100 m                    | 57"10    |                 | Sarah Sjöström                                                                                           | 2 agosto 2017    | Coppa del Mondo     | Mosca, Russia                  | [ 50 ] |
| 200 m                    | 2'06"29  |                 | Louise Hansson                                                                                           | 4 novembre 2015  | Campionati svedesi  | Helsingborg, Svezia            | [ 51 ] |
| 400 m                    | 4'31"70  |                 | Stina Gardell                                                                                            | 13 dicembre 2009 | Campionati europei  | Istanbul, Turchia              | [ 52 ] |
| Staffette a stile libero |          |                 | |                  |                     |                                |        |
| 4x50 m                   | 1'34"54  |                 | Sarah Sjöström (23"33) Michelle Coleman (23"38) Sara Junevik (24"02) Louise Hansson (23"81)              | 21 dicembre 2021 | Campionati mondiali | Abu Dhabi, Emirati Arabi Uniti |        |
| 4x100 m                  | 3'28"80  |                 | Sarah Sjöström (51"45) Michelle Coleman (52"06) Sophie Hansson (53"41) Louise Hansson (51"88)            | 16 dicembre 2021 | Campionati mondiali | Abu Dhabi, Emirati Arabi Uniti |        |
| 4x200 m                  | 7'41"91  |                 | Gabriella Fagundez (1'56"42) Sarah Sjöström (1'54"88) Ida Marko-Varga (1'55"31) Petra Granlund (1'55"30) | 15 dicembre 2010 | Campionati mondiali | Dubai, Emirati Arabi Uniti     | [ 53 ] |
| Staffette miste          |          |                 | |                  |                     |                                |        |
| 4x50 m                   | 1'42"38  | Record mondiale | Louise Hansson (25"91) Sophie Hansson (29"07) Sarah Sjöström (23"96) Michelle Coleman (23"44)            | 16 dicembre 2021 | Campionati mondiali | Abu Dhabi, Emirati Arabi Uniti |        |
| 4x100 m                  | 3'46"20  | Record europeo  | Louise Hansson (56"25) Sophie Hansson (1'03"70) Sarah Sjöström (54"65) Michelle Coleman (51"60)          | 16 dicembre 2021 | Campionati mondiali | Abu Dhabi, Emirati Arabi Uniti |        |

Legenda:  - Record del mondo;  - Record europeo;

Record non ottenuti in finale: (b) - batteria; (sf) - semifinale; (s) - staffetta prima frazione.

### Mista
| Gara                     | Tempo   | + | Atleta                                                                                    | Data            | Evento             | Luogo          | Ref |
| ------------------------ | ------- | - | ----------------------------------------------------------------------------------------- | --------------- | ------------------ | -------------- | --- |
| Staffetta a stile libero |         |   |                                                                                           |                 |                    |                |     |
| 4x50 m                   | 1'30"27 |   | Isak Heliasson (21"82) Gustav Hökfelt (21"56) Sarah Sjöström (22"89) Sara Junevik (24"00) | 6 novembre 2021 | Campionati europei | Kazan', Russia |     |
| Staffetta mista          |         |   |                                                                                           |                 |                    |                |     |
| 4x50 m                   | 1'37"97 |   | Gustav Hökfelt (23"85) Erik Persson (26"13) Sara Junevik (24"96) Sarah Sjöström (23"03)   | 7 novembre 2021 | Campionati europei | Kazan', Russia |     |

Legenda:  - Record del mondo;  - Record europeo;

Record non ottenuti in finale: (b) - batteria; (sf) - semifinale; (s) - staffetta prima frazione.